# Adolf Wagner (tyngdlyftare)
Adolf Wagner, född 23 juli 1911 i Essen, död 9 juni 1984 i Essen, var en tysk tyngdlyftare.
Wagner blev olympisk bronsmedaljör i 75-kilosklassen i tyngdlyftning vid sommarspelen 1936 i Berlin.